# Matea Tavić
Matea Tavić (Zenica, 29 maggio 1992) è una cestista bosniaca.

## Carriera
Con la Bosnia ed Erzegovina ha disputato i Campionati europei del 2021.